# Burg Poenari

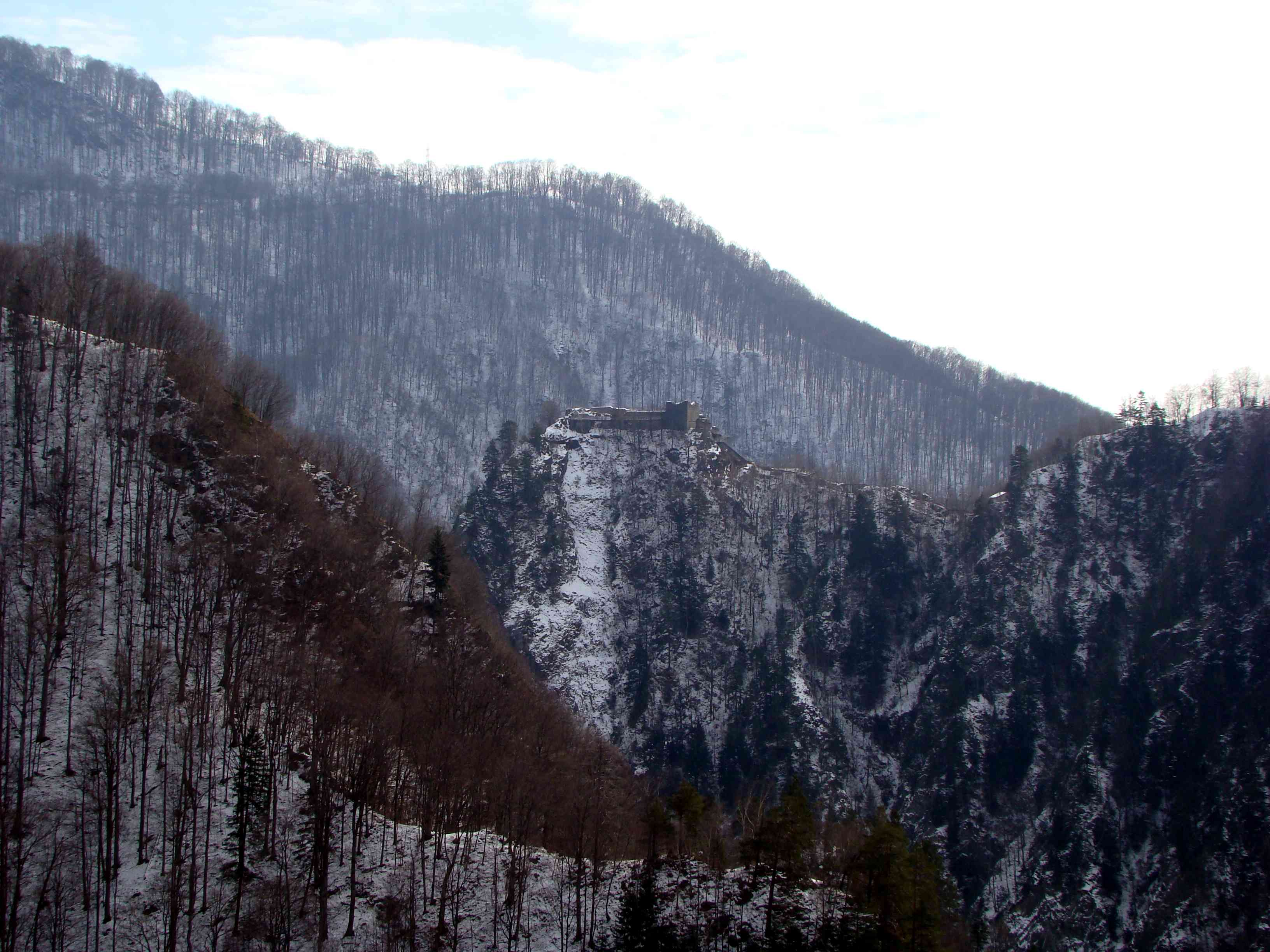
Blick auf die Burgruine vom Vidraru Staudamm gesehen

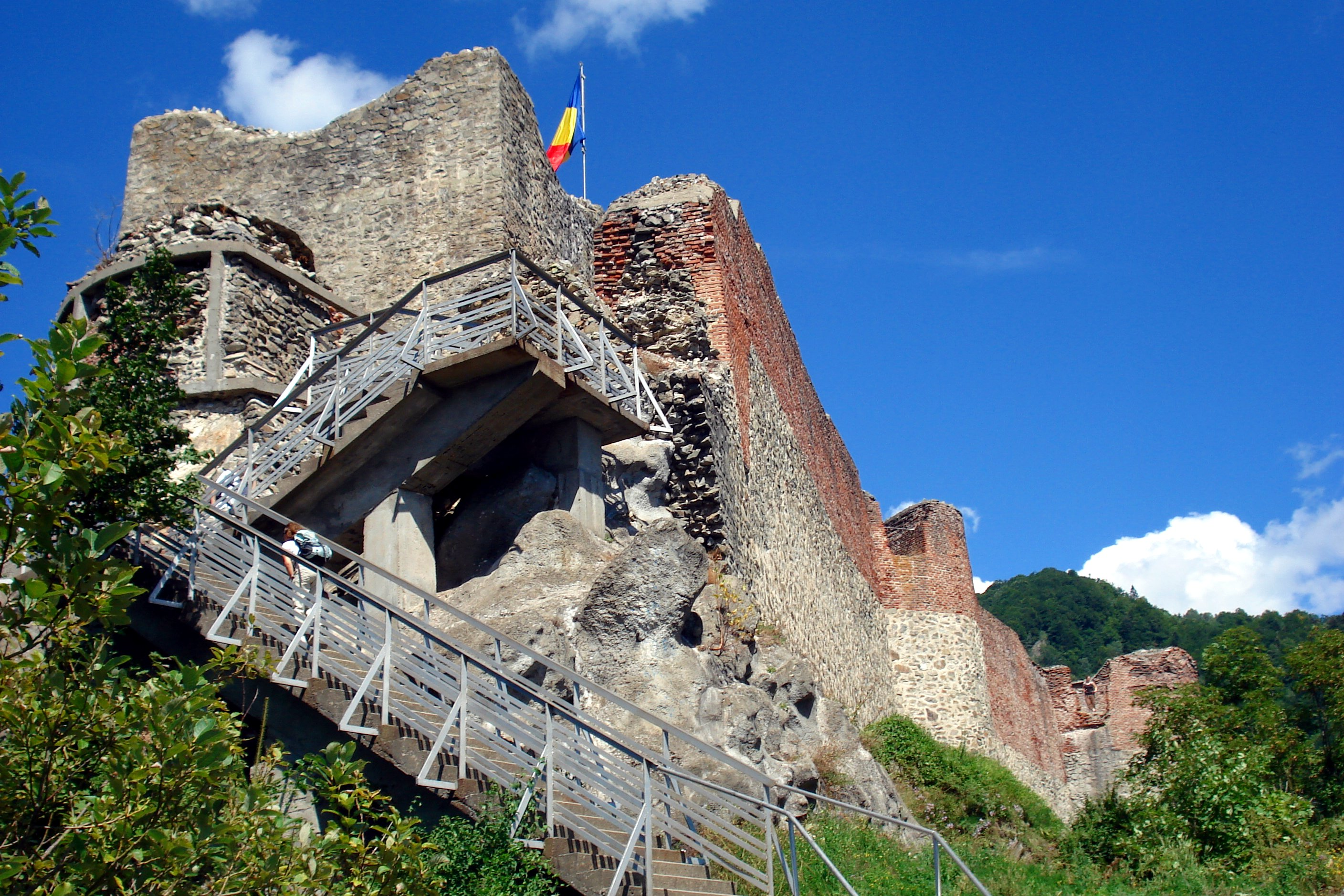
Burg Poenari, Aufgang

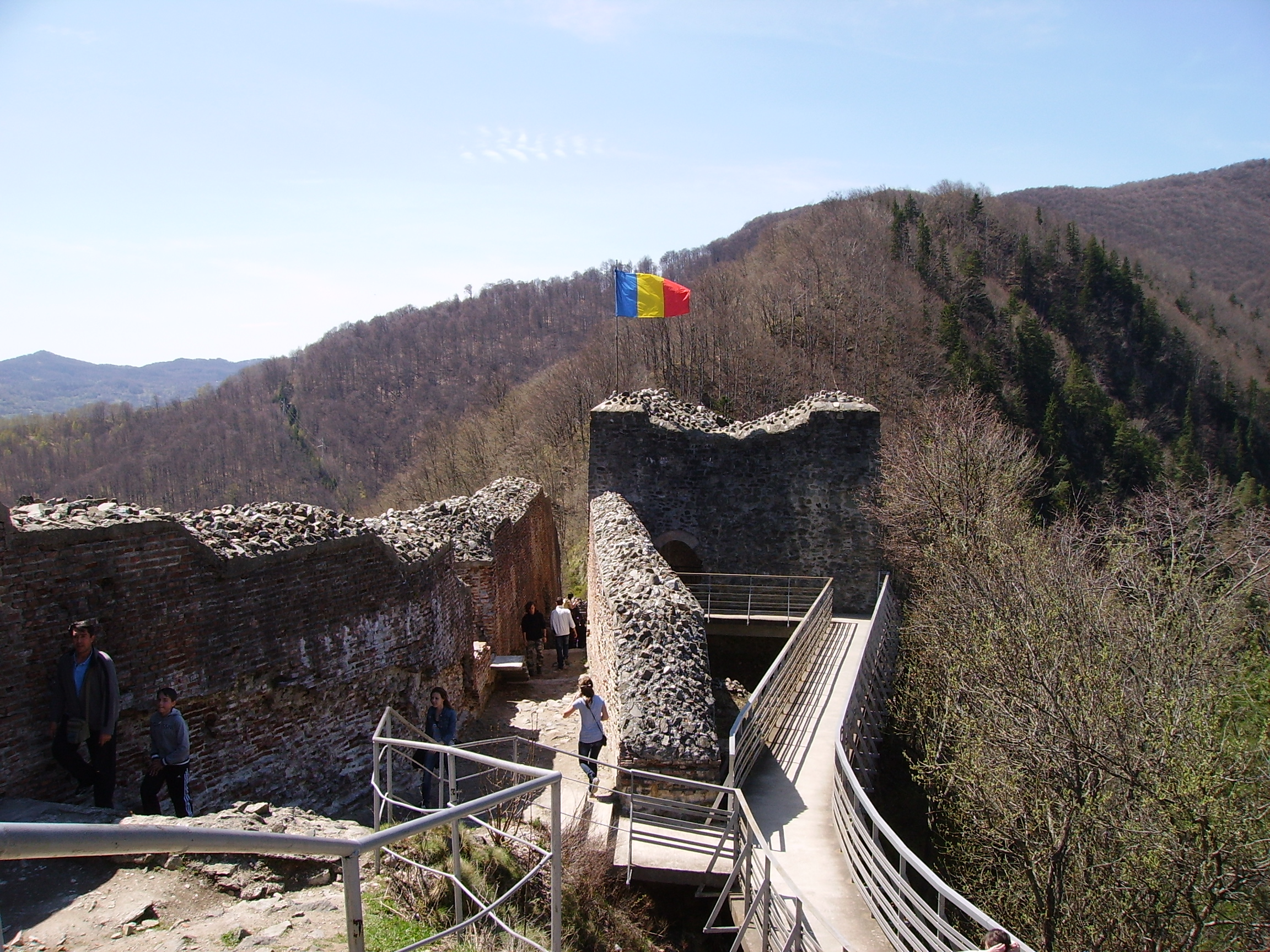
Burg Poenari, Burginneres mit Blick nach Westen auf den Torturm

Die Burg Poenari [po.eˈnarʲ] (rumänisch Cetatea Poenari oder Cetatea de la Poienari) ist die Ruine einer mittelalterlichen Höhenburg im Kreis Argeș in der Großen Walachei in Rumänien.

## Geschichte
Anfang des 13. Jahrhunderts ließen die Herrscher der Walachei die Burg errichten. Der legendäre Gründer der Walachei Fürst Rudolf Bessaraba der Schwarze (rum. Radu Negru Vodă) wird als Erbauer genannt. Im 14. Jahrhundert war Burg Poenari die wichtigste Festung der Bessarabiden. In den nächsten Jahrzehnten wechselten Name und Bewohner einige Male, bis die Burg verlassen wurde und allmählich verfiel.
Im 15. Jahrhundert erkannte Vlad III. die strategische Bedeutung dieser Höhenburg, ließ sie durch Zwangsarbeiter instand setzen und verstärken, und machte sie so zu einer seiner wichtigsten Festungen. Im Juni 1462 flüchtete Vlad III. Drăculea vor Tataren und Türken unter Sultan Mehmed II. in die Burg, konnte aber seinen Feinden, die sein entlegenes Versteck ausmachten und vom Nachbarberg beschossen, mit einer Kriegslist entkommen. Bis 1529 blieb die Burg Stützpunkt der walachischen und transsilvanischen Fürsten.
Einige Jahre später gelangte die Walachei und dann Transsylvanien in osmanische Hand. Fürst Radu Paisie (1535–1545) ließ auf Befehl Sultan Süleyman I. „des Prächtigen“ alle wichtigen Burgen schleifen und keine neuen errichten. Burg Poienari verlor in diesem Zuge ihren Grundbesitz und somit ihre Aufgabe als Flucht- und Verteidigungsort. Der letzte Burggraf Neagu verließ 1552 Burg Poenari, die danach erneut aufgegeben wurde, so dass sie im Laufe des 17. Jahrhunderts verfiel.
Aufgrund ihrer Lage und Maueranlage war die Burg fast uneinnehmbar und sehr schwer zu erreichen. Im Jahre 1888 riss ein Erdrutsch einen Teil der Burg in die Tiefe. Von 1969 bis 1974 erfolgte eine Teilreparatur und Sicherung, ihre Mauern und Türme stehen großteils heute noch.
Am 22. April 2018 brach ein Waldbrand in der Nähe der Burg aus. Die immer wieder aufflammenden Brandherde auf einer etwa 14 Hektar großen Fläche, konnten erst nach fast zwei Wochen gelöscht werden. Inzwischen wurde auch der Verkehr auf der Transfogaraschen Straße vorübergehend unterbrochen.
Die Burg Poenari ist nicht „das Draculaschloss“ aus Bram Stokers berühmtem Roman Dracula. Denn Bram Stoker hatte nie von Burg Poenari gehört und war auch nicht in deren Nähe. Er legte den Ort der Handlung seines Romans in das nordöstliche Siebenbürgen, mehr als 200 Kilometer entfernt. Der indonesisch-niederländische Autor und Illustrator Hans Corneel de Roos fand heraus, dass Stokers eigene handschriftliche Forschungen dies bestätigen. Stoker dachte sich eine bestimmte Stelle in dieser entlegenen Gegend für die Vampirhochburg aus, einen kahlen, 2033 Meter hohen Berg in den siebenbürgischen Ostkarpaten (Tihuța-Pass) nahe der früheren Grenze zum Fürstentum Moldau.

## Lage und Beschreibung
Die Burg liegt auf einer Felskante abseits der Westseite der Transfogarascher Hochstraße (Transfăgărașan), einer früher strategisch wichtigen Passage zwischen Siebenbürgen und der Großen Walachei im heutigen Kreis Argeș nahe dem Dorf Căpățânenii Pământeni der Gemeinde Arefu am Rande des Argeștals (Argischtal) am Südhang der Fogarascher Gebirge in den Südkarpaten südlich des Vidrarusees. Sie ist ein lang gestreckter Bau von 44 Metern Länge, ihre bis zu drei Meter dicken, ursprünglich über fünfzehn Meter hohen Mauern bestehen an der älteren Nordseite aus Flussstein, an der Südseite überwiegend aus Ziegelsteinaufbauten auf Flusssteinfundamenten, die direkt in die steil ins Tal abfallende Felsformation übergehen. Ihre geschützte Lage machte sie fast uneinnehmbar. Die Türme hatten einen Zinnenkranz mit Verteidigungsplattform und Spitzhelmen, die Mauern Wehrgänge. Fünf Wehrtürme, je zwei runde an Süd- und Nordseite sowie ein massiver, mit Stützpfeilern verstärkter prismatischer Wohnturm aus dem 13. Jahrhundert, der gleichzeitig als Bergfried und Torturm den einzigen Zugang an der westlichen Mauerseite bewachte, komplettierten die Wehranlage. Der Wohnturm bildete den Burgkern. Untersuchungen dort fanden Spuren von Fallgatterführungen und Hinweise auf eine luxuriöse Einrichtung (Sechskantziegel, glasierte Kacheln). Das Kellergeschoss im Felsen war Verlies und Aufbewahrungsort des Landesschatzes, das Erdgeschoss diente der Wachmannschaft, die oberen Stockwerke (drei oder vier) beherbergten Wohnräume für Burgvogt und Fürsten. Vierzig Mann Besatzung konnte die Burganlage aufnehmen. Im Innenhof stand die Burgzisterne. Die Burg wurde in erster Linie als Zufluchtsort für den Fürsten in Kriegszeiten erbaut.
Heute steht die Burg unter Denkmalschutz.